# Bungulla bertmaini
Espèce
Bungulla bertmaini est une espèce d'araignées mygalomorphes de la famille des Idiopidae.

## Distribution
Cette espèce est endémique d'Australie-Occidentale.

## Description
Le mâle holotype mesure 10,6 mm.
La femelle décrite par Rix, Raven, Austin, Cooper et Harvey en 2018 mesure 14,3 mm.

## Étymologie
Cette espèce est nommée en l'honneur d'Albert Russell Main (1919–2009).

## Publication originale
- Rix, Raven, Main, Harrison, Austin, Cooper & Harvey, 2017 : The Australasian spiny trapdoor spiders of the family Idiopidae (Mygalomorphae: Arbanitinae): a relimitation and revision at the generic level. Invertebrate Systematics, vol. 31, no 5, p. 566-634.